# Humboldtpinguïn
De humboldtpinguïn (Spheniscus humboldti) is een pinguïnsoort die als koloniebroeder leeft aan de kusten van Peru en Chili. De soort dankt haar naam aan de Duitse wetenschapper en ontdekkingsreiziger Alexander von Humboldt.

## Kenmerken
De vogel is in hoofdzaak grijszwart met een zilverwitte buikzijde, een zwarte band over de borst en een witte wenkbrauwstreep. Rond de snavelbasis heeft het dier een roze partij. Eens per jaar ruien ze, waarbij het oude verenkleed verdrongen wordt door een glanzend nieuw verenpak. De poten zijn zwart. De lichaamshoogte bedraagt 56 tot 66 cm en het gewicht 4 tot 5 kg.

## Voedsel
In ondiep water maakt de pinguïn jacht op scholenvissen, zoals ansjovis, haring en sardine. Natuurlijke vijanden te water zijn orka's, zeehonden en zeeleeuwen. Aan de wal kunnen ze prooi worden voor honden, vossen, slangen en verwilderde katten. Ratten eten eieren en kuikens.

## Voortplanting
Humboldtpinguïns leggen meestal twee eieren, die door beide ouders worden uitgebroed in nesten onder de grond of in holen. De broedtijd bedraagt ongeveer 32 dagen. De soort is na 2-3 jaar geslachtsrijp.

## Verspreiding
Niet alle pinguïnsoorten zijn gebonden aan koude streken op of in de buurt van het zuidpoolgebied. De humboldtpinguïn komt voor langs de kust van Peru en Chili, waar de koude, maar voedselrijke Humboldtstroom aan het oppervlak komt. Eens broedde hij daar in holen in de guano. Het winnen van deze vogelmest heeft daar echter een eind aan gemaakt en heeft het aantal humboldtpinguïns sterk teruggebracht. Behalve aantasting van de habitat hebben roofdieren en ratten het voorkomen gedecimeerd. In 2013 werd het aantal op circa 50.000 geschat. Zeven jaar later waren het er volgens het IUCN naar schatting nog zo'n 24.000. In chili ligt het Nationaal Reservaat Humboldtpinguïn.

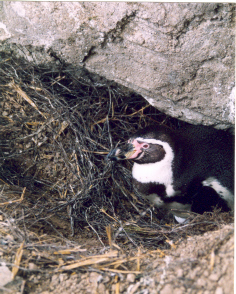
Humboldtpinguïn op ei
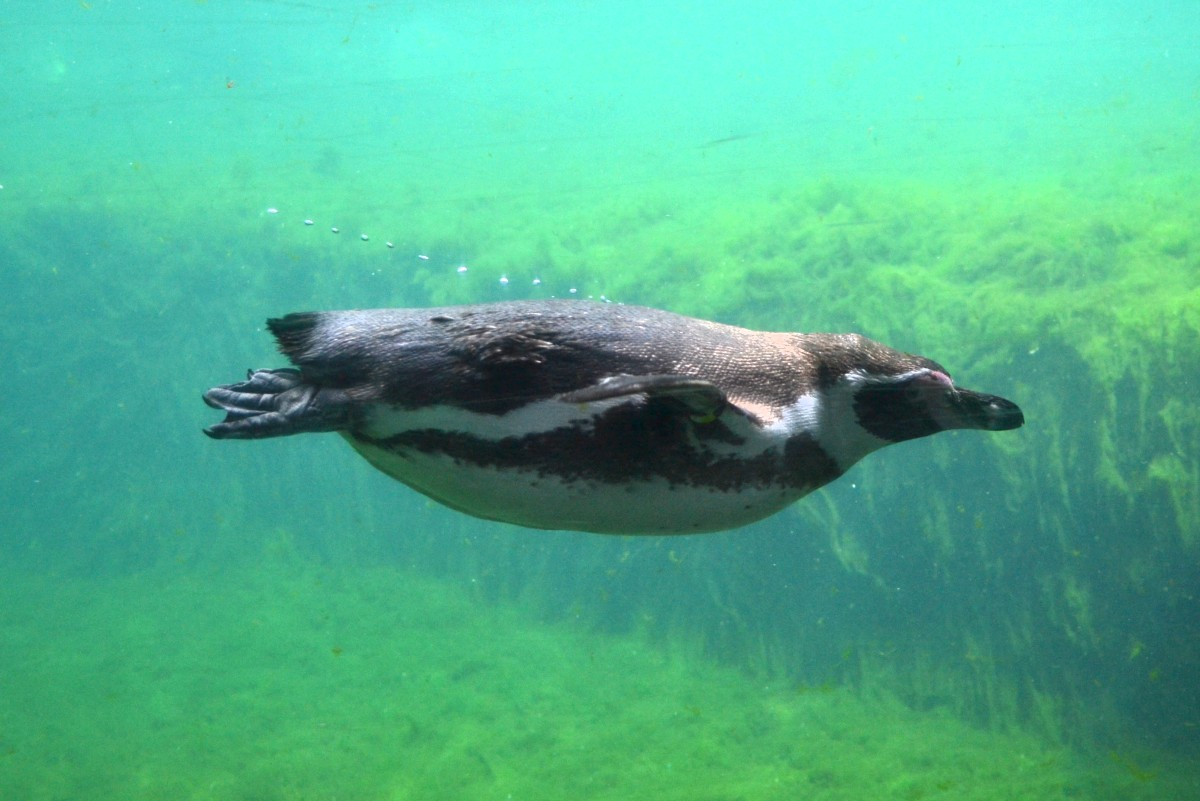
Humboldtpinguïn onder water
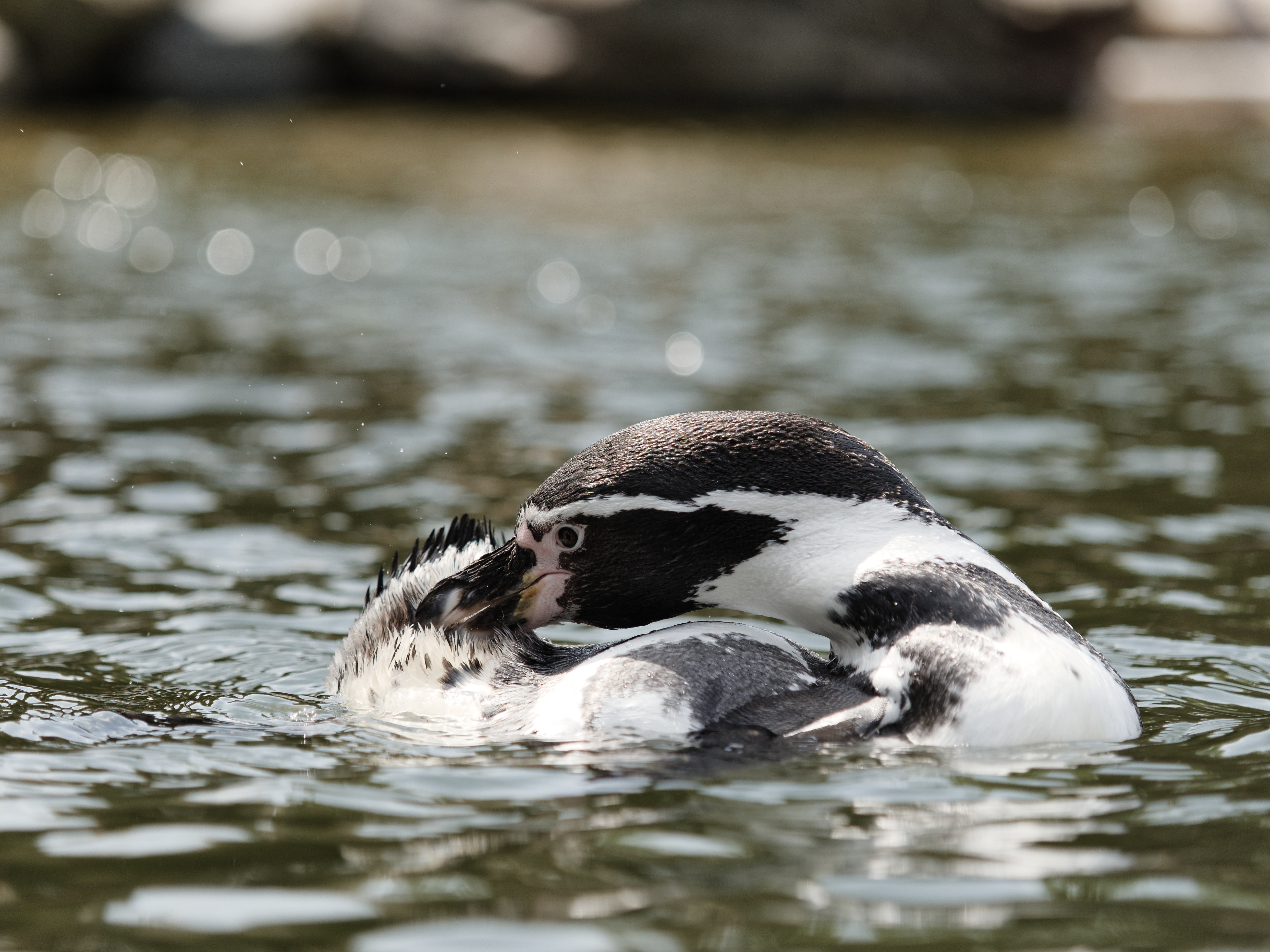
Humboldtpinguïn in de dierentuin